# نیکولاس برثوایت
نیکولاس برثوایت (انگلیسی: Sir Nicholas Alexander Brathwaite)؛ (زادهٔ ۸ ژوئیه ۱۹۲۵ – درگذشتهٔ ۲۸ اکتبر ۲۰۱۶) یک سیاست‌مدار اهل گرنادا بود.